# ジュリア・ジェンナーリ
ジュリア・ジェンナーリ（Giulia Gennari、1996年6月23日 - ）は、イタリアの女子バレーボール選手。イタリア代表。

## 来歴

### クラブチーム
ローマ出身。2011年、Ostiano Volleyへ入団。2012/13シーズンから2年間はClub Italiaでプレーした。2015/16シーズンにセリエA2のVolley Pesaroへ移籍。2016/17シーズンは同カテゴリーのVolley Soveratoでプレーした。2017/18シーズンにセリエB1のLibertas Martignaccoへ加入し、セリエA2昇格に貢献した。2019/20シーズンよりイモコ・コネリアーノへ移籍し、主にセカンドセッターとして活躍し2019年の世界クラブ選手権で金メダルを獲得。2021年の欧州チャンピオンズリーグで優勝した。2020/21、2021/22シーズンはイタリアセリエA1リーグ、イタリアカップで連覇を果たした。2022年6月、バレー・ベルガモへの移籍に合意し、2022/23シーズンは正セッターとしてチームを牽引しリーグで7位となった。

### 代表チーム
2023年、シニア代表に初選出され、同年6-7月のネーションズリーグでデビューした。パリ五輪予選にも出場した。

## 所属クラブ
- Ostiano Volley（2011-2012年）
- Club Italia（2012-2014年）
- Marsala Volley（2014-2015年）
- Volley Pesaro（2015-2016年）
- Volley Soverato（2016-2017年）
- Libertas Martignacco（2017-2019年）
- イモコ・コネリアーノ（2019-2022年）
- ベルガモ（2022-2024年）
- サヴィーノ・デルベーネ・スカンディッチ（2024年-）